# Johannes Baptist Waas
Johannes Baptist Waas (auch Johann Baptist Waas; * 1. April 1904 in München; † 27. Januar 2002 in Bad Oeynhausen) war ein deutscher Schriftsteller und Maler.

## Leben
Geboren am 1. April 1904 in München wuchs Waas in Fürstenfeldbruck auf und übersiedelte 1932 nach Berlin und 1934 nach Bad Oeynhausen, wo er bis zu seinem Tod lebte. 1936 wurde er mit einem Schreibverbot belegt. Sein erstes Schauspiel Johannes und Michael wurde 1938 vom Propagandaministerium der NSDAP verboten. Im selben Jahr erfolgten Beschlagnahme und Enteignung seines Hauses in Bad Oeynhausen.
Waas war katholisch und zweimal verheiratet. In erster Ehe mit Edith, geborene Rank († 1935), in zweiter mit Anna-Luise, geborene Caesar-Greulich. Er wirkte in Bad Oeynhausen, wo er bis zu seinem Tod lebte, und in seiner Wahlheimat Kleinwalsertal. Er schrieb vor allem Gedichte und malte romantische Stillleben- und Landschaftsbilder. In den Staatsbädern Oeynhausen veranstaltete er 1964 eine Ausstellung zur Entwicklung der reinen Spachtelmalerei, ebenso 1966 in Salzuflen In der Klosterpromenade von Bad Oeynhausen fand 1982 eine Ausstellung mit Spachtelmalerei und Ölgemalden von Waas statt. Es folgten weitere Ausstellungen von Waas-Werken der reinen Spachtelmalerei, 1969 in der Galerie des Lipp. Landes Lemgo und 1978.
Der Nachlass von Johannes Baptist Waas befindet sich im Stadtarchiv Bad Oeynhausen (Bestand NL 7).

## Auszeichnungen
- Fastenrath-Preis der Stadt Köln (1932).
- Ehrengabe der Dichterakademie der Deutschen Schillerstiftung (1935).

## Werke (Auswahl)
- Das ewige Werden. Herbstnovelle. Gedichte. Paul Stangl, München 1929.
- Davoser Elegien. Gedichte. 1931.
- Gesänge von den Tiefen der Seele. Gedichte. 1932.
- Ecce Homo. Gedichte. 1933.
- Jahrmarkt des Lebens. Gedichte. Die Rabenpresse, Berlin 1933.
- Musik der Dinge und der Kräfte. Gedichte. 1934.
- Die wandernde Seele. Gedichte. Musarion Verlag, München 1934.
- Gesicht in einer alten Stadt. Gedichte. Verlag der Blätter für die Dichtung, Hamburg 1935.
- Requiem für eine Frühvollendete. Gedichte. 1936.
- Sinnbild der Landschaft. Gedichte. Die Rabenpresse, Berlin 1937; Neuausgabe 1955.
- Johannes und Michael. Schauspiel [Drama]. Die Rabenpresse, Berlin 1938.
- Ausgewählte Gedichte. Aeon Verlag, Minden i. W. 1949.
- Deutsches Requiem. Sonette. Alemannen Verlag Albert Jauss, Stuttgart 1942, 1955.
- Über ein unbekanntes Fragment der 10. Duineser Elegie von Rainer Maria Rilke. Ising, Minden 1950.
- Gesänge von Himmel und Erde – dem Unendlichen und All-Einen. Gedichte. Verlag zum Turm der alten Mutter, Bad Oeynhausen 1953.
- Der kosmische Psalter. Gedichte. Verlag zum Turm der alten Mutter, Bad Oeynhausen 1954.
- Valbella V. – Davos Elegien. Gedichte. 1958.
- Im Hain der tönenden Tafeln. Prosa. 1961.
- Requiem für John Fitzgerald Kennedy. [1963]. Verlag zum Turm der alten Mutter, Bad Oeynhausen 1964.
- Die Einsamkeit des Alters. Gold gegen Krebs. Das elektronische Zeitalter und sein Symptom. Verlag zum Turm der alten Mutter, Bad Oeynhausen [1971].
- Am Fenster der großen Promenade. Gedichte. Verlag zum Turm der alten Mutter, Bad Oeynhausen 1979 .

## Nachweise
1. ↑  Johannes Baptist Waas im Lexikon Westfälischer Autorinnen und Autoren
2. ↑  Deftige Blumenstücke, plastische Landschaften. In: Allgäuer Anzeigeblatt. 28. Juni 2008 kultur-oa.de (Memento des Originals vom 20. April 2014 im Internet Archive)  Info: Der Archivlink wurde automatisch eingesetzt und noch nicht geprüft. Bitte prüfe Original- und Archivlink gemäß Anleitung und entferne dann diesen Hinweis.

| Personendaten    | Personendaten                      |
| ---------------- | ---------------------------------- |
| NAME             | Waas, Johannes Baptist             |
| ALTERNATIVNAMEN  | Waas, Johann Baptist               |
| KURZBESCHREIBUNG | deutscher Schriftsteller und Maler |
| GEBURTSDATUM     | 1. April 1904                      |
| GEBURTSORT       | München                            |
| STERBEDATUM      | 27. Januar 2002                    |
| STERBEORT        | Bad Oeynhausen                     |